# Маникюрная пилочка

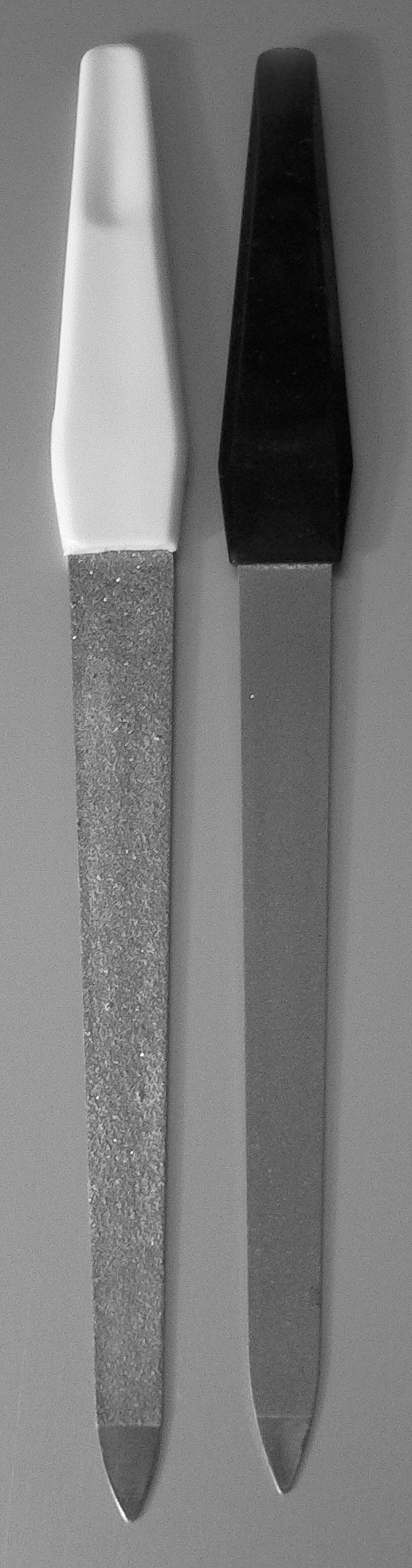
Металлические маникюрные пилочки с всадной пластиковой ручкой

Маникю́рная пи́лочка (маникю́рный напи́льник, пи́лка для ногте́й) — маникюрная принадлежность, предназначенная для подпиливания и подравнивания ногтей. Это маленький напильник — стальная пластинка, иногда с выемкой для расположения пальца, с округлёнными концами, на части которой нанесена насечка-пилка.
Пилка может быть односторонней и двусторонней, одинарной и перекрёстной. Свободная от насечки часть металлической пилочки является ручкой. Помимо цельнометаллических также выпускаются пилочки с всадной ручкой, обычно из пластика. Пилочки для ногтей подразделяются на компактные сумочные и туалетные. В СССР туалетные пилочки выпускались из кости, перламутра и целлулоида. Маникюрные пилочки поступают в продажу штучно или в маникюрных наборах. Современные пилочки выпускаются на пластиковой, деревянной, тканевой основе с абразивным напылением, а также из стекла и керамики.
Маникюрные пилочки также различаются по абразивности. Их показатель абразивности отражает количество частиц абразива на единицу площади: от 60—80 единиц — у самой грубой пилки для искусственных ногтей — и до 9000—12000 — у микроабразивов и бафов. Современные абразивы выполняются из различных искусственных и натуральных материалов: карбида кремния, окиси алюминия, граната, карбида кремния с цинковым покрытием, спрессованной окиси алюминия.